# Загарино, Фрэнк
Фрэнк Загарино (англ. Frank Zagarino; род. 19 декабря 1959 года в Лос-Анджелесе) — американский актёр, режиссёр и продюсер фильмов категории «B». Наибольшую известность ему принесла роль киборга-убийцы в фильме «Проект „Охотник за тенью“» и его продолжениях.

## Биография
Фрэнк Загарино родился 19 декабря 1959 года в Лос-Анджелесе, штат Калифорния. Вырос в Майами, штат Флорида. Родители Загарино занимались производством рекламы для телевидения. Сам он снимался в рекламных роликах с 10 лет, и в общей сложности поучаствовал в съёмках 40 роликов. Занимался борьбой, занял на соревнованиях во Флориде 3-е место. Из-за дислексии не поступил в колледж. Позже в Лос-Анджелесе посещал занятия по чтению.
Загарино начал сниматься в кино с 1983 года. Как и другие актёры фильмов категории «В», он много снимался в фильмах европейских компаний, особенно в итальянских. Первой значимой ролью для Загарино стала роль Джона Слейда в фильме Striker (1988). Фильм представлял собой малобюджетный вариант «Рэмбо», снятый итальянской компанией в Санто-Доминго. В 1991 году опять сыграл Джона Слейда в фильме Project Eliminator. В 1988 году Загарино принял участие в совместном итало-северокорейском фильме Ten Zan – The Ultimate Mission. Съёмки фильма проходили в КНДР и длились 9 недель. Картина финансировалась правительством республики. В интервью BZFilm Загарино отметил, что корейцы пригласили зарубежных кинематографистов, чтобы «научиться снимать кино», но «эксперимент не удался». В интервью Загарино также опроверг тот факт, что во время съёмок в Северной Корее он два дня просидел в тюрьме из-за подозрений в шпионаже, так как в свободное от съёмочного процесса время много фотографировал. Со слов актёра, данная история была выдумана режиссёром для привлечения внимания к картине.
Впоследствии Загарино появился в ряде фантастических фильмов в роли роботов, киборгов и андроидов. В 1989 году с его участием вышел фильм Cy Warrior, снятый итальянцами. В интервью Загарино признался, что ненавидит этот фильм. В трилогии режиссёра Джона Эйрса Project Shadowchaser (первая часть которой вышла в 1992 году, вторая — в 1994, третья — в 1995) актёр сыграл киборга-убийцу. Первый, самый любимый Загарино, фильм из серии сочетает в себе элементы «Крепкого орешка» и «Терминатора»; второй фильм представляет собой экшн-боевик о краже андроидами ядерной бомбы; действие третьего фильма перенесено на космический корабль как в фильме «Чужой». Также принял участие в фильмах Convict 762, Never Say Die и Киборг-полицейский 3.
В роли командира Братства НОД Антона Славика Загарино появился в кат-сценах в компьютерной игре «Command & Conquer: Tiberian Sun» (1999). Также он был режиссёром трёх картин: Fist Fighter 2 (1993), Never Look Back (2000) и Spiker (2007), и поучаствовал в четырёх проектах как продюсер. После съёмок в фильме Little Bear and the Master (2008) ушёл из актёрской профессии, осознав, что гонорары актёров фильмов категории «В» начали падать. Открыл фирму в Нью-Йорке по прокату проекторов для уличных показов.
Женат, имеет двоих детей.

## Фильмография

### Актёр
| Год       |    | Русское название                | Оригинальное название           | Роль                       |
| --------- | -- | ------------------------------- | ------------------------------- | -------------------------- |
| 1983      | ф  | Крошка, это ты!                 | Baby It's You                   | Лью                        |
| 1984      | ф  | Солнце, море и парни            | Where the Boys Are              | Конан                      |
| 1984      | ф  |                                 | Lovelines                       | Годзилла                   |
| 1985      | ф  | Королева варваров               | Barbarian Queen                 | Арган                      |
| 1985—1986 | с  | Династия                        | Dynasty                         | шофёр / Эрик               |
| 1987      | с  | Санта-Барбара                   | Santa Barbara                   | бандит в баре              |
| 1987      | в  | Предельно активный              | Maximum Potential               | партнёр на тренировке      |
| 1987      | ф  |                                 | Hammerhead                      | наемный убийца             |
| 1987      | ф  | Убийство                        | Assassination                   | водитель, секретная служба |
| 1988      | ф  | Головорез                       | Striker                         | Джон Слейд                 |
| 1988      | ф  | Тэн Зан: Последняя миссия       | Missione finale                 | Лу Мэмет                   |
| 1989      | ф  | Обученные убивать               | Trained to Kill                 | Мэтт Купер                 |
| 1989      | ф  | Ки Воин                         | Cyborg - Il guerriero d'acciaio | Трэсиби                    |
| 1990      | ф  | Мститель                        | The Revenger                    | Майкл Келлер               |
| 1991      | ф  | Проект «Ликвидатор»             | Project Eliminator              | Джон «Страйкер» Слейд      |
| 1992      | ф  | Музей восковых фигур 2          | Waxwork II: Lost in Time        | Зомби-Убийца #1            |
| 1992      | в  | Проект «Охотник за тенью»       | Shadowchaser                    | Ромул                      |
| 1992      | тф |                                 | Extralarge: Black Magic         | Зорак                      |
| 1993      | ф  | Кровавые воины                  | Blood Warriors                  | Кейт Стоун                 |
| 1994      | ф  | Проект «Охотник за тенью» 2     | Project Shadowchaser II         | Андроид                    |
| 1994      | ф  | Никогда не сдавайся             | Never Say Die                   | Блейк                      |
| 1994      | в  | Последний вылет                 | Final Mission                   | Фрэнк «Флэш» Тато          |
| 1995      | в  | Проект «Охотник за тенью» 3     | Project Shadowchaser III        | Андроид                    |
| 1995      | ф  | Киборг-полицейский 3            | Cyborg Cop III                  | Святой                     |
| 1995      | ф  | Разгневанный беглец             | Without Mercy                   | Джон Картер                |
| 1996      | ф  | Боеголовка                      | Warhead                         | Лейтенант Джек Тэннен      |
| 1996      | ф  | Безвыходное положение           | No Exit                         | Лука Лентини               |
| 1996      | ф  | Охота на пришельца              | Orion's Key                     | Сириус                     |
| 1997      | ф  | Апокалипсис                     | The Apocalypse                  | Вендлер                    |
| 1997      | ф  | Каторжник 762                   | Convict 762                     | Виго                       |
| 1997      | ф  | Аэробосс                        | Airboss                         | Фрэнк Уайт                 |
| 1997      | тф | Операция отряда Дельта          | Operation Delta Force           | МакКинни                   |
| 1998      | в  | Спецагент                       | The Company Man                 | Эрнест Грей / Наполеон     |
| 1998      | ф  | Армстронг                       | Armstrong                       | Род Армстронг              |
| 1998      | ф  | Аэробосс 2                      | Airboss II: Preemptive Strike   | Фрэнк Уайт                 |
| 1998      | ф  | Защитник                        | The Protector                   | Коул                       |
| 1999      | ф  | Миссия в космосе                | Fallout                         | Федоров                    |
| 1999      | ф  | Завтра не придет никогда        | No Tomorrow                     | Поллак                     |
| 1999      | ки | Command & Conquer: Tiberian Sun | Command & Conquer: Tiberian Sun | Антон Славик               |
| 1999      | с  |                                 | Covert Justice                  | Фрэнк Уайт                 |
| 2000      | с  | Знаки страсти                   | Marcas da Paixão                |                            |
| 2000      | ф  | Бродяга                         | The Stray                       | Карл                       |
| 2000      | ф  | Аэробосс 3: Расплата            | Airboss III: The Payback        | Фрэнк Уайт                 |
| 2000      | ф  | Защитник                        | The Guardian                    | Пол Рэндалл                |
| 2000      | ф  | Аэробосс 4: Эко воин            | Airboss IV: The X Factor        | Фрэнк Уайт                 |
| 2000      | ф  | Не оглядывайся                  | Never Look Back                 |                            |
| 2000      | в  | Зона нанесения удара            | Strike Zone                     | Рик Бернс                  |
| 2002      | в  |                                 | The Killing Point               | Крюгер                     |
| 2002      | ф  | Сокрушительная ложь             | Shattered Lies                  | Райан Янг                  |
| 2005      | ф  | Вызов смерти                    | Lethal                          | Итан Маршалл               |
| 2007      | ф  | Спайкер                         | Spiker                          | Адам Брандис               |
| 2008      | ф  |                                 | Little Bear and the Master      | Франко                     |

### Режиссёр, продюсер
| Год  |   | Русское название     | Оригинальное название | Роль               |
| ---- | - | -------------------- | --------------------- | ------------------ |
| 1993 | ф |                      | Fist Fighter 2        | режиссёр           |
| 2000 | в | Зона нанесения удара | Strike Zone           | продюсер           |
| 2000 | ф | Не оглядывайся       | Never Look Back       | режиссёр, продюсер |
| 2002 | ф | Сокрушительная ложь  | Shattered Lies        | продюсер           |
| 2007 | ф | Спайкер              | Spiker                | режиссёр, продюсер |

### Рецензии
- Striker (фр.). Nanarland. Дата обращения: 20 июня 2016.
- The Guardian (англ.). BZFilms (26 июня 2011). Дата обращения: 28 июня 2016.
- Little Bear and the Master (англ.). BZFilms (18 декабря 2011). Дата обращения: 28 июня 2016.
- Bryan Kristopowitz. The Gratuitous B-Movie Column: Project: Shadowchaser (1992) and John Wick (2014) (англ.). 411mania.com (10 ноября 2014). Дата обращения: 28 июня 2016.
- Emily E. Auger. Project Shadowchaser // Tech-noir Film: A Theory of the Development of Popular Genres. — Bristol/Chicago: Intellect, 2011. — С. 393-394. — ISBN 978-1-84150-424-7.